# A Huntress of Men
A Huntress of Men er en amerikansk stumfilm fra 1916 af Lucius J. Henderson.

## Medvirkende
- Mary Fuller
- Joseph W. Girard som Fleming Harcourt
- Sidney Bracey som Ned Ashley